# Quận Edmonson, Kentucky
Quận Edmonson là một quận thuộc tiểu bang Kentucky, Hoa Kỳ.
Quận này được đặt tên theo. Theo điều tra dân số của Cục điều tra dân số Hoa Kỳ năm 2000, quận có dân số người. Quận lỵ đóng ở.

## Địa lý
Theo Cục điều tra dân số Hoa Kỳ, quận có diện tích km2, trong đó có km2 là diện tích mặt nước.

## Thông tin nhân khẩu
Theo điều tra dân số 2 năm 2000 của Cục điều tra dân số Hoa Kỳ, quận đã có dân số có 11.644 người, 4.648 hộ gia đình, và 3.462 gia đình sống trong quận hạt. Mật độ dân số là 38 trên một dặm vuông (15 / km2). Có 6.104 đơn vị nhà ở với mật độ trung bình 20 trên một dặm vuông (7,7 / km 2). Cơ cấu chủng tộc của dân cư sinh sống trong quận này bao gồm 98,39% người da trắng, 0,58% da đen hay Mỹ gốc Phi, 0,44% người Mỹ bản xứ, 0,07% ở châu Á, 0,06% từ các chủng tộc khác, và 0,46% từ hai hoặc nhiều chủng tộc. 0,56% dân số là người Hispanic hay Latino thuộc một chủng tộc nào.
Có 4.648 hộ, trong đó 31,80% có trẻ em dưới 18 tuổi sống chung với họ, 62,20% là đôi vợ chồng sống với nhau, 8,90% có một chủ hộ nữ và không có chồng, và 25,50% là không lập gia đình. 22,40% hộ gia đình đã được tạo ra từ các cá nhân và 9,60% có người sống một mình 65 tuổi hoặc lớn tuổi hơn. Cỡ hộ trung bình là 2,47 và cỡ gia đình trung bình là 2,88.
Trong quận này cơ cấu độ tuổi dân cư được trải ra với 23,60% dưới độ tuổi 18, 9,00% 18-24, 27,80% 25-44, 25,30% từ 45 đến 64, và 14,40% từ 65 tuổi trở lên người. Độ tuổi trung bình là 38 năm. Cứ 100 đàn ông có 92,50 nữ. Cứ 100 đàn ông 18 tuổi trở lên, đã có 89,33 nữ.
Thu nhập trung bình cho một hộ gia đình trong quận đã đạt mức USD 25.413, và thu nhập trung bình cho một gia đình là USD 31.843. Phái nam có thu nhập trung bình USD 26.770 so với 17.158 USD của phái nữ. Thu nhập bình quân đầu người của dân cư quận là 14.480 USD. Có 14,20% gia đình và 18,40% dân số sống dưới mức nghèo khổ, bao gồm 25,50% những người dưới 18 tuổi và 21,00% của những người 65 tuổi hoặc hơn.